# Zegast (Grafengehaig)
Zegast ist ein Gemeindeteil des Marktes Grafengehaig im oberfränkischen Landkreis Kulmbach. Der Ort liegt in der Gemarkung Rappetenreuth.

## Geografie
Der Weiler liegt im weiten Tal des Kleinen Rehbachs. Im Norden ist der Bühl (646 m ü. NHN), eine Erhebung des Frankenwaldes. Die Kreisstraße KU 26 führt nach Rappetenreuth (0,8 km nördlich) bzw. an der Zegastmühle vorbei nach Hohenberg (0,7 km südlich).

## Geschichte
Der Ort wurde im Jahr 1189 durch eine Schenkung des Bamberger Bischofs Otto II. an das Kloster Langheim übereignet.
Zegast gehörte zur Realgemeinde Rappetenreuth. Gegen Ende des 18. Jahrhunderts bestand Zegast aus zwei Anwesen. Das Hochgericht übte das Burggericht Guttenberg aus. Es hatte ggf. an das bambergische Centamt Marktschorgast auszuliefern. Das Burggericht Guttenberg war Grundherr der beiden Fronhöfe.
Mit dem Gemeindeedikt wurde Zegast dem 1812 gebildeten Steuerdistrikt Eppenreuth und der im selben Jahr gebildeten Gemeinde Rappetenreuth zugewiesen. Im Zuge der Gebietsreform in Bayern wurde Zegast am 1. Januar 1972 nach Grafengehaig eingegliedert.

### Einwohnerentwicklung
| Jahr      | 001818 | 001819 | 001861 | 001871 | 001885 | 001900 | 001925 | 001950 | 001961 | 001970 | 001987 |
| Einwohner |        | *      | 24     | 35     | 21     | 23     | 18     | 13     | 9      | 14     | 17     |
| Häuser    | 2      |        |        |        | 2      | 2      | 2      | 2      | 2      |        | 3      |
| Quelle    | [ 6 ]  | [ 10 ] | [ 11 ] | [ 12 ] | [ 13 ] | [ 14 ] | [ 15 ] | [ 16 ] | [ 17 ] | [ 18 ] | [ 1 ]  |

## Religion
Zegast ist seit der Reformation gemischt konfessionell. Die Protestanten gehören zur Pfarrei Zum Heiligen Geist (Grafengehaig), die Katholiken waren ursprünglich nach Mariä Heimsuchung in Marienweiher gepfarrt. und kamen in der zweiten Hälfte des 20. Jahrhunderts zur Kuratie St. Josef (Hohenberg).